# Sprekelia formosissima
Die Jakobslilien (Sprekelia) sind eine Pflanzengattung in der Unterfamilie Amaryllidoideae innerhalb der Familie der Amaryllisgewächse (Amaryllidaceae). Die einzige Art ist in Mexiko verbreitet. Da die Form der Blüte an das Kreuz der Ritter von St. Jakob erinnert, haben sich in verschiedenen Sprachen Trivialnamen wie Jakobslilie eingebürgert.

## Beschreibung
Die Sprekelia formosissima ähnelt im Aufbau den Rittersternen, obwohl sie nur Wuchshöhen von etwa 30 Zentimeter erreicht und somit um einiges kleiner ist. Die schwertförmigen, grundständigen Laubblätter sind viel zierlicher. Der rötliche, hohle Blütenstandsschaft trägt, im Unterschied zu Hippeastrum, nur eine kreuzähnliche, karminrote Blüte, die sich aus einem ziemlich langen Zwiebelhals entwickelt. Die Zwiebel selbst ist rund, fast so groß wie eine Hyazinthenzwiebel und von einer dunkelbraunen Zwiebeldecke umhüllt.

## Systematik
Die Gattung Sprekelia wurde 1755 durch Lorenz Heister in Beschreibung eines neuen Geschlechts, 15, 19 aufgestellt. Der Gattungsname Sprekelia ehrt Johann Heinrich von Spreckelsen (1691–1764), der die ersten Sprekelia-Exemplare an Lorenz Heister schickte. Nach neueren Forschungen, ist die Art nun zu Zephyranthes eingeordnet, als Zephyranthes formossima.
Die Gattung Sprekelia gehört zur Tribus Hippeastreae in der Unterfamilie Amaryllidoideae innerhalb der Familie der Amaryllidaceae. Früher wurde sie auch in die Familie der Liliaceae eingeordnet. Andere Autoren stellen diese Gattung auch zur Familie der Alliaceae. Die Gattungen Sprekelia und Hippeastrum sind eng verwandt, genauso wie diese wurden sie früher der Gattung Amaryllis zugeordnet.
Es gibt eine Sprekelia-Art:
- Sprekelia formosissima (L.) Herb. (Syn.: Hippeastrum formosissimum (L.) Loudon, Amaryllis formosa Salisb., Amaryllis karwinskii Zucc., Sprekelia glauca Lindl., Sprekelia stenopetala Lem., Sprekelia ringens C.Morren, Sprekelia karwinskii (Zucc.) M.Roem., Sprekelia heisteri Trew ex Kunth, Sprekelia clintiae Traub): Es ist die Typusart in Lorenz Heister: Beschreibung eines neuen Geschlechts, 1755, 15, 19 veröffentlicht; ihr Basionym ist Amaryllis formosissima L. Sie ist in Mexiko verbreitet.[1]

### Ehemals zugehörige Arten
- Sprekelia howardii Lehmiller ist nun ein synonym von Zephyranthes sprekeliopsis (Christenh. & Byng) Nic.García & Meerow.[6] Diese Art wurde 2000 in David J. Lehmiller: A New Species of Sprekelia (Amaryllidaceae). In: Herbertia, 1999, 54, S. 228–231 erstbeschrieben. Sie kommt nur im südlichen Mexiko vor. Sie ist viel kleiner als Sprekelia formosissima und auch die Blütenhüllblätter sowie die Laubblätter sind schmaler. Sie kommt nur im mexikanischen Bundesstaat Guerrero vor.[1]
- Sprekelia cybister Herb. ist nun ein synonym von Hippeastrum cybister (Herb.) Benth. ex Baker[7]
- Sprekelia spectabilis Hoehne ist nun ein synonym von Hippeastrum angustifolium Pax[8]

Die Verwandtschaft der Sprekelia mit Hippeastrum ist so eng, dass mitunter Hybriden möglich sind.